# Jesús Alvarado Hidalgo
Jesús Amado Alvarado Hidalgo (Cabana, 25 de marzo de 1945 - Lima, 12 de septiembre del 2019) fue un economista, catedrático y político peruano. Miembro fundador del partido Perú Posible, ejerció como ministro de Trabajo durante el gobierno de Alejandro Toledo y como congresista de la República en el periodo 2001-2006.

## Biografía
Nació en la ciudad de Cabana, capital de la provincia de Pallasca, departamento de Áncash, el 25 de marzo de 1945.
Cursó sus estudios primarios y parte de los secundarios en su localidad natal trasladándose luego a la ciudad de Trujillo donde culminó sus estudios en la Gran Unidad Escolar José Faustino Sánchez Carrión de esa ciudad.
Entre 1966 y 1971 realizó sus estudios superiores de Economía en la Universidad Nacional Mayor de San Marcos. Desde 1974 era catedrático de esa universidad.

## Vida política
En los años 1990 fue miembro fundador del partido Perú Posible liderado por Alejandro Toledo quien también nació en la ciudad de Cabana el mismo año que Alvarado. Llegó a ocupar el cargo de Secretario General de dicha agrupación política entre los años 1993 y 1995 y 2002 y 2005. Se mantuvo como miembro del partido hasta que la afiliación del mismo fuera cancelada en el año 2017.

### Congresista
Participó en las elecciones generales del 2001 como candidato de Perú Posible para el Congreso de la República en representación donde logró ser elegido para el periodo parlamentario 2001-2006.
Ejerció como primer vicepresidente del Congreso bajo la presidencia de Carlos Ferrero Costa.

### Ministro de Trabajo
Durante el gobierno de Alejandro Toledo fue nombrado como ministro de Trabajo y Promoción del Empleo, en reemplazo de Fernando Villarán, como parte del gabinete ministerial presidido por Beatriz Merino y se mantuvo cuando Merino renunció y se formó un nuevo gabinete liderado por Carlos Ferrero Costa. Ocupó el cargo desde el 28 de junio del 2003 hasta el 16 de febrero del 2004 donde fue reemplazado por Juan Ramírez Canchari.
Intentó la reelección como congresista en las elecciones generales del 2006 sin éxito. Participó también como candidato al Gobierno Regional de Áncash en las elecciones regionales del 2014 obteniendo solo el 1.635% de los votos.

## Fallecimiento
El 12 de septiembre del 2019, Jesús Alvarado falleció en la ciudad de Lima a los 74 años a causa de un infarto mientras impartía clases en la Universidad Nacional Mayor de San Marcos.